# Нико Бартуловић
Нико Бартуловић (Стари Град на Хвару, 23. децембар 1890 – 1945) је био југословенски књижевник, новинар, позоришни редитељ и преводилац. Припадао је Организацији југословенских националиста (ОРЈУНА).

## Образовање и рана делатност
Основну школу је завршио у родном месту. Родитељска жеља је била да се школује за католичког свештеника, али је он уписао Реалну гимназију у Сплиту, да би матурирао у Задру. Студирао је славистику на Филозофском факултету у Прагу и Грацу, од 1909. до 1912. године.
Постао је суплент (професорски приправник) гимназије у Котору 1912. године, одакле је отпуштен због политичких ставова о националном питању Јужних Словена. У једној песми се славио наду да ће у Далмацију доћи краљ Петар I Карађорђевић.
Ухапшен је од аустроугарских власти 26. јула 1914. године, уочи објаве рата Краљевини Србији. У том тренутку је био сарадник листа "Слобода" из Сплита, јединих далматинских новина које нису ожалиле убиство аустроугарског надвојводе Франца Фердинанда. Осуђен на затворску казну, коју је служио у Шибенику, Марибору, Градачцу, Грацу и Карлау. Осуђен је на пет година затвора, али је изашао након три и по године и отишао на лечење. У Марибору је делио ћелију са Ивом Андрићем, а ту су заједно читали књигу Серена Кјеркегора "Или-или".
Написао је предговор за прво издање прве књиге Иве Андрића „Ex Ponto“, објављено у Загребу 1918. године.
Свој први књижевни рад „Куга: драма у три чина“, штампао је у Загребу 1918. године. Две године касније, објавио је и збирку приповедака „Ивањски кријесови“.

### Часопис „Књижевни југ“
Бартуловић је пред крај Првог светског рата 1918. године, основао часопис „Књижевни југ“ и радио као његов главни уредник. Седиште редакције је било у Загребу (Гундулићева улица 29), а њени чланови су били Иво Андрић, Владимир Ћоровић и Бранко Машић. Касније су се уредништву придружили Милош Црњански и Антон Новачан.
У програмском тексту на почетку првог броја „Књижевног југа“, Бартуловић је записао: „Задаци југославенства су за нас задаци човјечанства, а све скупа поједностављено: задаци појединца.“
Часопис је основан на чисто југословенским темељима и у складу с тим прилози су били штампани на ћирилици и латиници. Најзначајнији писци су се јавили својим прилозима у овом часопису, а међу њима су били Тин Ујевић, Мирослав Крлежа, Владимир Назор, Исидора Секулић, Сима Пандуровић, Алекса Шантић, Иво Војновић, Иван Цанкар...

## Међуратни период
Као присталица југословенства, радосно је дочекао распад Аустроугарске монархије. Пошто су власти у Загребу одлагале уједињење, Бартуловић је предлагао да се Далмација самостално уједини са Краљевином Србијом, не чекајући одлуку Загреба.
У част доласка краљице Марије Карађорђевић у Сплит 11. маја 1923. године, Народно позориште за Далмацију је извело део представе Биједна мара, по Бартуловићевом тексту и у његовој режији.
У Сплиту је био управник Народног позоришта од 1926. до 1930. године, када прелази у Београд. Приредио је спомен књигу у част десете годишњице владавине краља Александра I Карађорђевића 1931. године.
Уређивао је листове „Јавност“ (1935-1937), „Круг“ (1937) и „Видици“ (1937-1940). Био је и члан уредништва Српског књижевног гласника.
Био је члан Српског ПЕН центра, огранка Међународног ПЕН центра, удружења песника, есејиста и писаца.
Преводио је са чешког, италијанског и словеначког језика, а дела Ивана Цанкара је преводио на чешки језик.

### Организација југословенских националиста (ОРЈУНА)
Приступио је Југословенској напредној националистичкој омладини (ЈННО), непосредно по оснивању 1921. године у Сплиту. Организације је 16 месеци касније променила име у Организација југословенских националиста (ОРЈУНА).
Говорио је на првом конгресу Организације југословенских националиста, који је одржан у Сплиту од 1. до 3. децембра 1921. године, на Дан уједињења Срба, Хрвата и Словенаца, поводом друге годишњице настанка Краљевине СХС. На конгресу је изабран за потпредседника Директоријума.
Учествовао је у издавању лист „Победа“, гласила организације.

## Други светски рат
Бартуловић је покушао да током Априлског рата 1941. године, напусти Краљевину Југославију и оде у емиграцију. Његов авион није полетео из Никшића, а други авион у којем се налазио његов стари пријатељ Владимир Ћоровић, доживео је несрећу и одвео путнике у смрт.
Вратио се у Сплит, тада у италијанској окупационој зони. Учествовао је у раду одбора за помоћ избеглицама из Независне Државе Хрватске.
Извори наводе да се током пролећа 1943. године у Колашину, састао са адвокатом Драгишом Васићем, потпредседником Српског културног клуба и једном од првих људи који се, иако левичар, на почетку рата придружио покрету пуковника Драгољуба Драже Михаиловића. Као сплитски делегат, Бартуловић је присуствовао Светосавском конгресу у селу Ба, 27. и 28. јануара 1944. године.
Капитулација Италије је довела до тога да у Сплит уђу усташке и немачке снаге. Бартуловић је ухапшен 29. марта 1944. године и остао је у затвору до ослобођења Сплита 26. октобра 1944. године.

## Смрт
Комунистичке власти су ухапсиле Бартуловића непосредно по уласку у Сплит. Најпре је држан у затвору у Книну, а од 1945. године у Задру.
Убијен је почетком 1945. године на путу према Загребу, између Обровца и Топуског, без судске пресуде.

## Неподобност Бартуловићевих дела
Након доласка Комунистичке партије Југославије на власт 1944. године, дела Нике Бартуловића нису штампана и на њега се гледало као политички неподобног аутора, због израженог национализма и антикомунизма.
Песник Марко Ристић, амбасадор ФНР Југославије у Француској (1945-1948) и члан Савета федерације, познат по својој оштрој и политички мотивисаној критици предратних писаца, записао је о Бартуловићу: „...у доба Првог светског рата када је у Загребу био један од уредника Књижевног југа био је патриота, али је његов патриотизам, развијајући се у правцу национализма до крајњих реакционарних консеквенца, у Другом светском рату дегенерирао у своју супротност, у своју крваву четничку негацију.“ Касније ће рећи да је Бартуловић: „...писац без неког нарочитог дана.“
Дела Нике Бартуловића су поново штампана 1990. године. Тада су изашле три његове приповетке у оквиру антологије „Утуљена баштина“, коју је приредио Гојко Тешић, редовни професор Филозофског факултета Универзитета у Новом Саду.

## Политичка мисао Нике Бартуловића

### Југословенство
Бартуловић је у својим раним чланцима, попут програмског уводника у првом броју часописа „Књижевни југ“, показао неподељену наклоност идеји југословенства и братској заједници хрватског и српског народа. Тврдио ја да Хрвати дају деци српска имена: „...а сваки Србин из Србије који би се код њих појавио био гледан као више биће, као нека врста натчовека.“
Идеје о југословенству је уздизао и темељио на вишим, опште људским принципима. Зато је на ово питање гледао као на продужетак демократске идеје.
Залагао се за унитарну државу, те је самим тим био противник федералистичких концепата уређења Југославије. Веровао је да би таква држава ојачала национална осећања усмерена према јединственој југословенској нацији.

### Антикомунизам и антифашизам
На комунизам и фашизам, Бартуловић је гледао као на два једнако екстремна појма, која су му подједнако далеко као једном демократи.

### Антиклерикализам
У хрватском политичком покрету окупљеном најпре око Хрватске сељачке странке Стјепана Радића, а касније и усташком покрету, Бартуловић је видео јаку подршку Римокатоличке цркве. Како је Ватикан био најватренији заговорник очувања Аустроугарске, као тврде католичке државе, самим тим и непријатељ југословенства, сасвим је јасно зашто се Бартуловић определио за антиклерикалне политичке позиције.

### Масонерија
Поједини извори упућују на то да је Бартуловић био слободни зидар, односно припадник масонске ложе „Доситеј Обрадовић“, заједно са Виктором Новаком и Фердом Шишићем, за које се поуздано зна да су припадали масонерији.

## Награде
За свој роман „На прелому“, добио је награду Министарства просвете Краљевине Срба, Хрвата и Словенаца. За књигу „Људи на острву“, добио је Награду Коларчеве задужбине. Награду листа Политика је добио за приповетку „Љубав на одру“, а награду „Цвијета Зузорић“ је добио за причу „Синовљева госпоја“.

## Дела
- Kuga: drama u tri čina, Nakladni zavod Ign. Granitz, Zagreb 1918.
- Ivanjski krijesovi: novele, Zagreb 1920.
- Bijedna Mara: drama u 4 čina, prema eposu Luke Botića, Naklada Jugoslavenske knjižare, Split 1922.
- Od revolucionarne omladine do ORJUNE: istorijat jugoslovenskog omladinskog pokreta, Direktorijum Orjune, 1925.
- More u našoj književnosti, Centrala Jadranske straže, Split 1927.
- На прелому: роман, Српска књижевна задруга, Београд 1929.
- Људи на острву, Издавачко предузеће Геце Кона, Београд 1931.
- Спомен књига: 10 година владавине Његовог Величанства краља Александра I (1921-1931),  Управа "Спомен књиге 10 година Њ. В. Александра I", Београд 1931.
- Сабрана дела I-II, Народна просвета, Београд 1932.
- Изабране приповетке, Српска књижевна задруга, Београд 1938.
- Мој пријатељ Тонислав Малвасија, Издавачко и књижарско предузеће Геца Кон а.д, Београд 1940.
- Glas iz gorućeg grma, Srpsko kulturno društvo Prosvjeta, Zagreb 2003.